# Přibyšice
Přibyšice je malá vesnice, část města Neveklov v okrese Benešov. Nachází se asi 5 km na východ od Neveklova. V roce 2018 zde bylo evidováno 39 adres. Působí zde Sbor dobrovolných hasičů Přibyšice.
Přibyšice je také název katastrálního území o rozloze 4,15 km². V katastrálním území Přibyšice leží i Kožlí.

## Historie

### Zemanská tvrz v Přibyšicích
Za nejstarší zmínku o Přibyšicích je považována zmínka z roku 1318 o Radkovi de Przibyssycz. Později se uvádí 8 statků svobodníků, zbytek patřil ke konopišťskému panství. Také v díle Antonína Pinkase „Dějiny Benešova a rychty benešovského panství“ se uvádí, že „kolem r. 1500 byly v Přibyšicích 4 selské statky a svobodnický dvůr čp. 1, který patřil Mlíkovským ze Lhot a ti měli svůj statek ve Vysoké Lhotě. Později byly ze dvora Mlíkovských učiněna stavení č.p. 1, 3, 4, 8, 15, 2, 22, 19, 20 a všechny tyto usedlosti byly svobodnické.“
Z těchto skutečností se dá odvodit, že ves Přibyšice byla založena starými českými zemanskými rody, ke kterým patří i rod svobodníků Mlikovských, kteří vlastnili čp. 1, tvrz, která je zřejmě původu staršího a byla asi vystavěna již při zakládání vsi anebo v době první zmínky z roku 1318.
V současné době se z tvrze zachovala celá spodní část (sklep a jedna místnost) se zachovanou klenbou, která je zajištěna z vnější části betonovou stěnou a z horní části betonovou deskou s armaturou. Bylo také provedeno odvodnění celého objektu. Tyto práce provedl současný majitel objektu pan Marek Fulín z Prahy.
Pro stanovení, zda spodní část tvrze čp. 1 v Přibyšicích má skutečně historickou hodnotu jako zachovalá část původního zemanského sídla,  by bylo nutné provést archeologický průzkum, o který zažádali městský úřad Neveklov 20. listopadu 2010 Josef Mlíkovský a Jan Fulín. Neveklov však tuto žádost zamítl.
Ves Přibyšice měla v roce 1604 vlastní rychtu. V roce 1674 dle Tereziánského katastru patřily Přibyšice k rychtě václavické. Po zrušení roboty v roce 1848 patřily Přibyšice trvale do katastru obce Václavice, kterou tvořily vesnice Václavice, Vatěkov, Přibyšice a Kožlí.

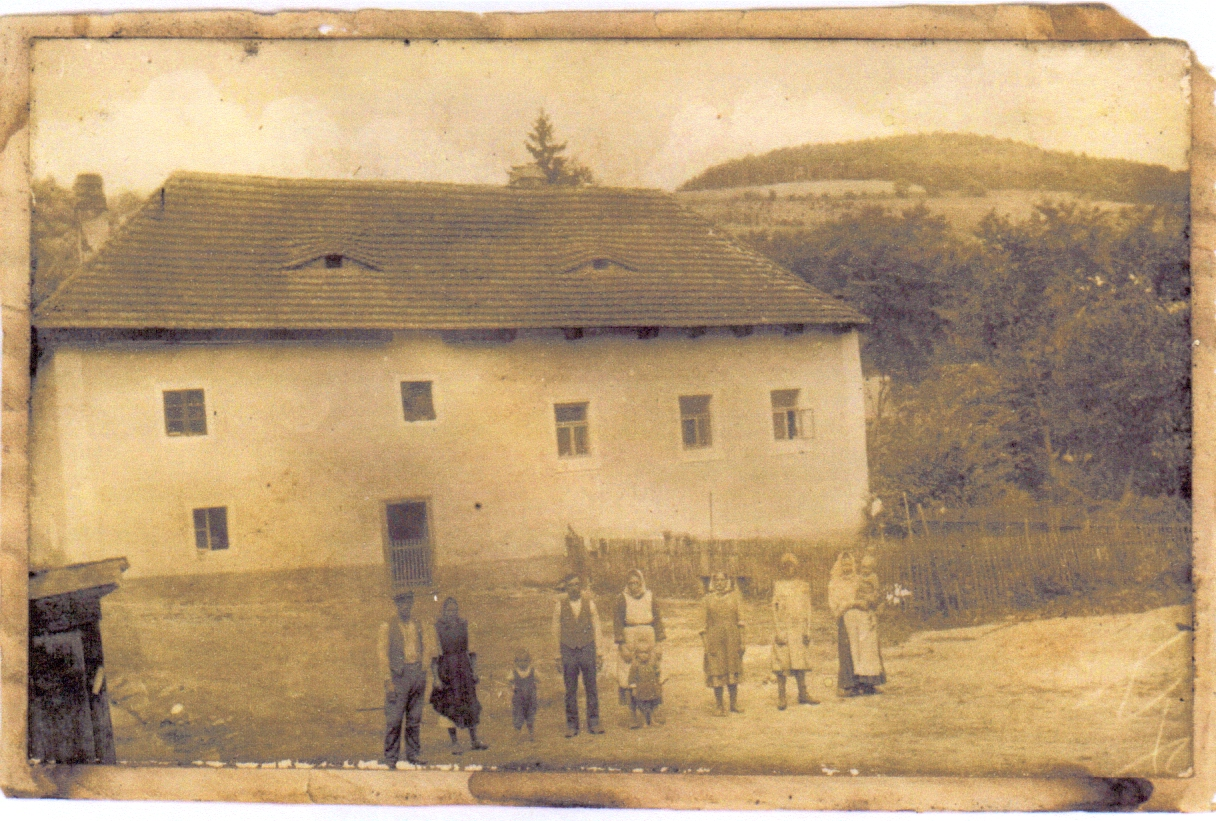
Budova tvrze na fotografii z 30. let 20. století
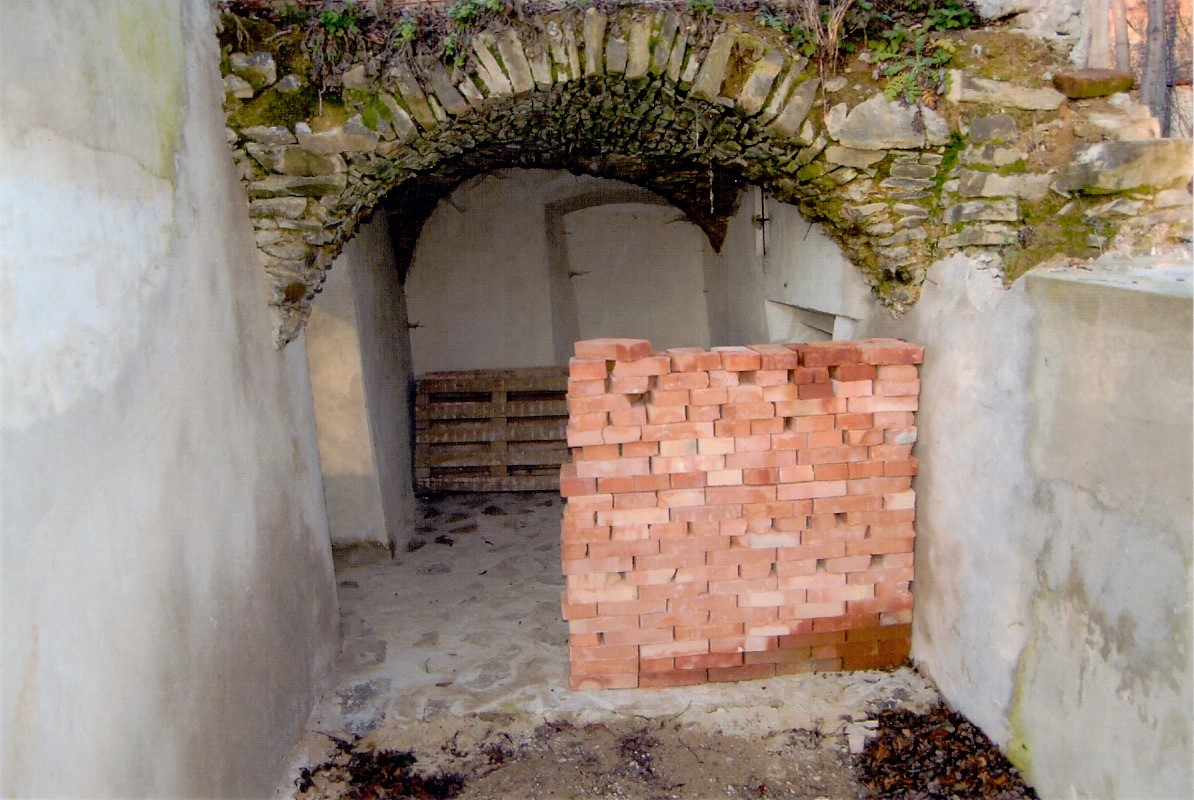
Rekonstrukce tvrze
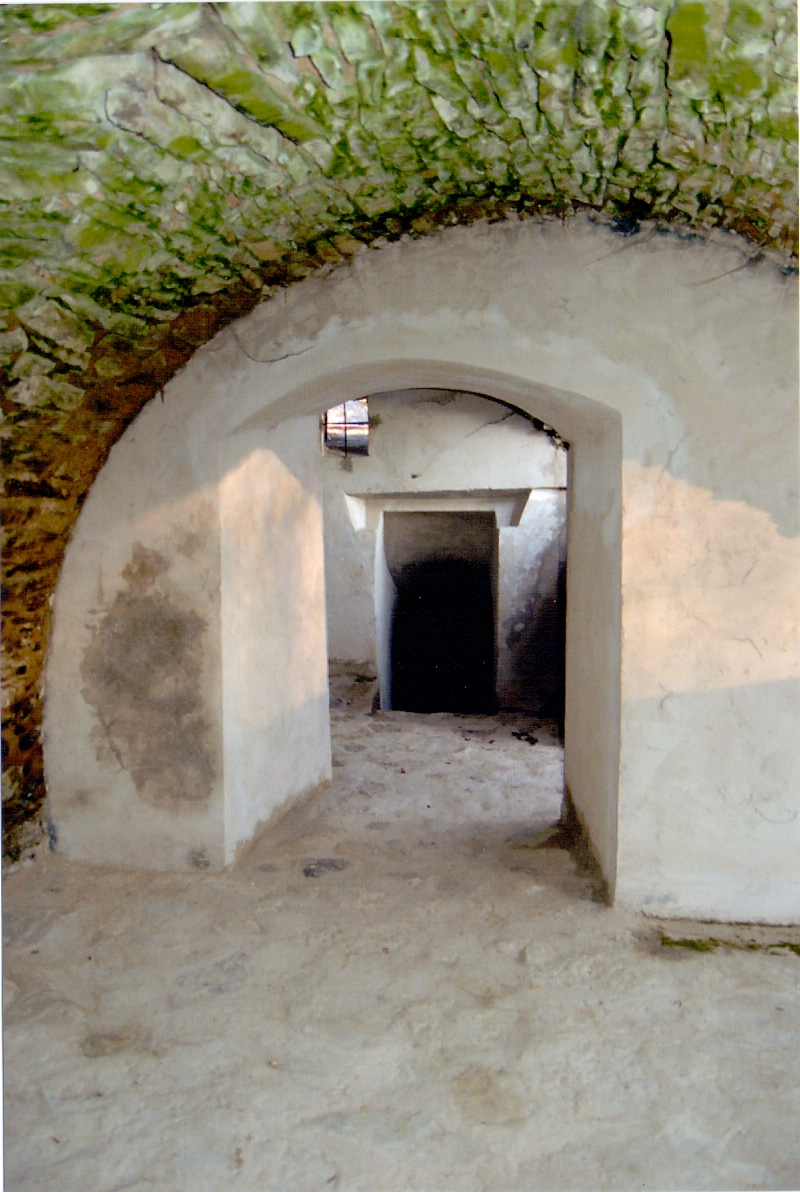
Rekonstrukce tvrze
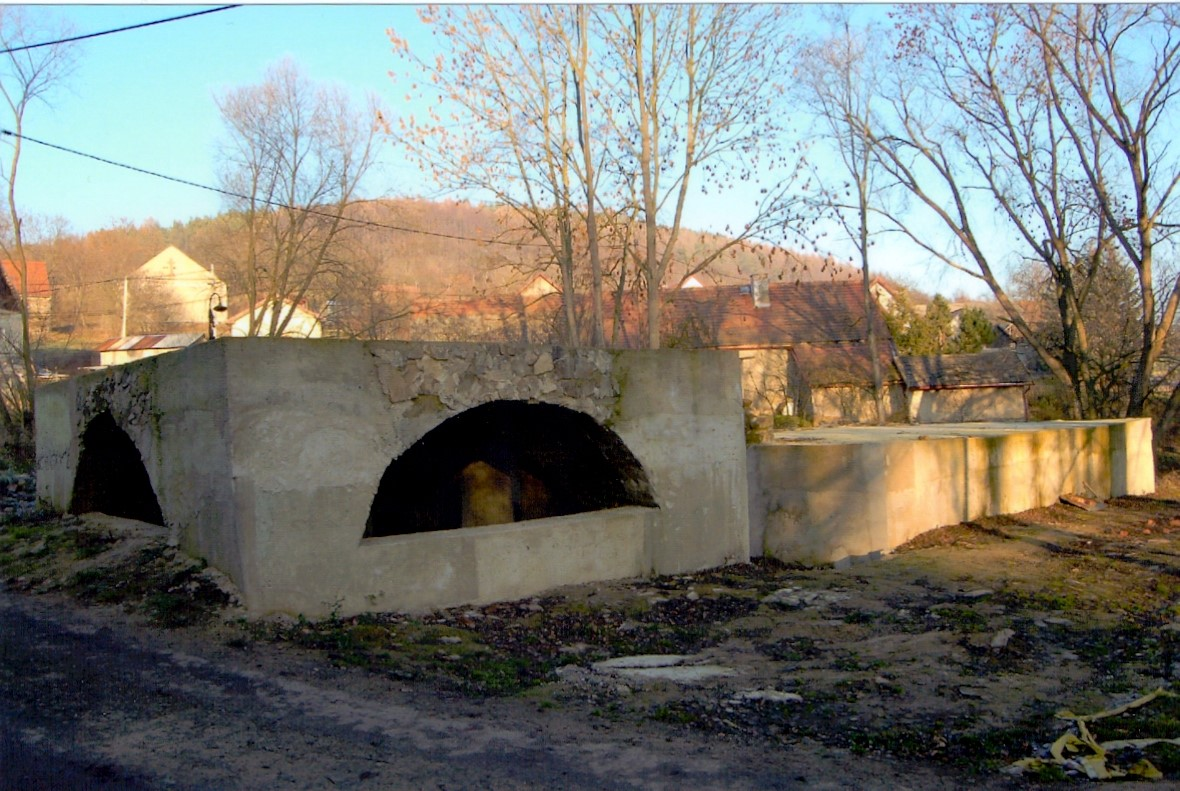
Rekonstrukce tvrze
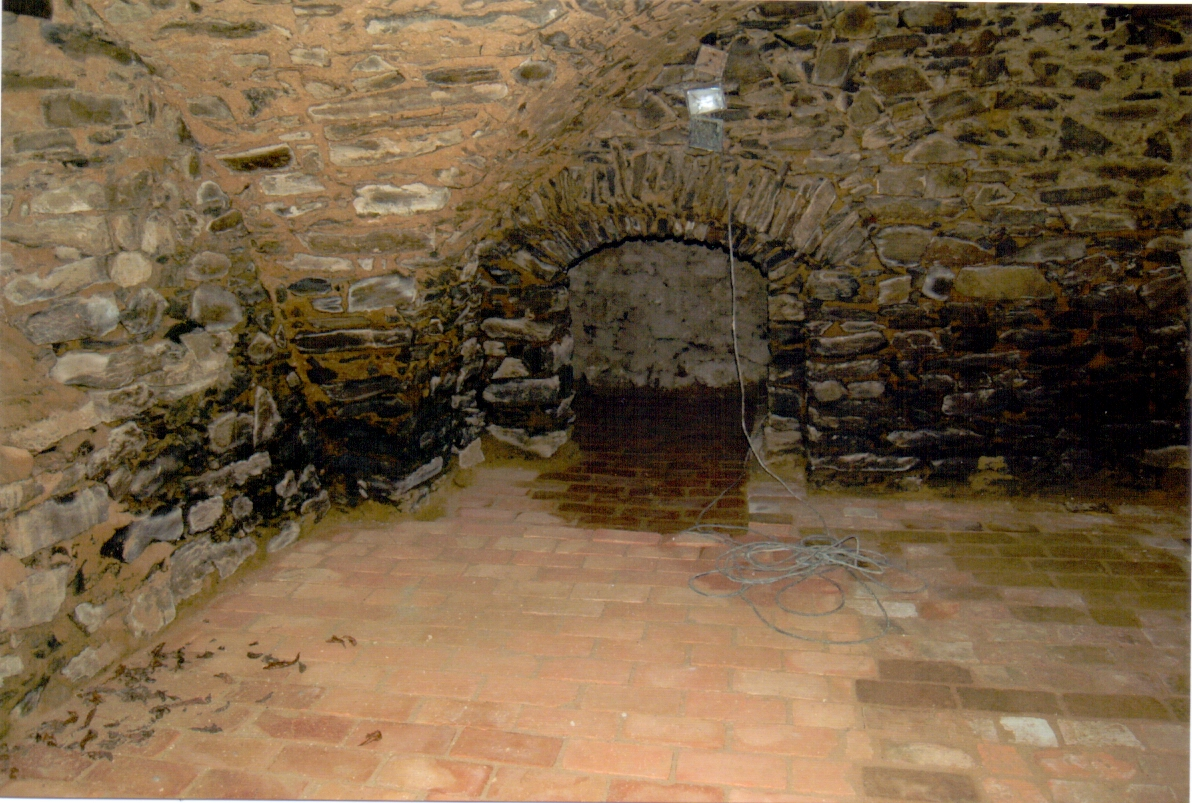
Rekonstrukce tvrze

### Odloučení Přibyšic od obce Václavice
V roce 1922 zažádaly Přibyšice katastrální obec Václavice o stavbu silnice Přibyšice–Tisem jako stavbu nouzovou, protože v té době připlácel stát na nouzové veřejné stavby 60 %, 40 % měla hradit obec. Právě tento náklad byl příčinou, že někteří václavští občané namítali, že se jim zvýší přirážky na silnici, kterou nebudou nikdy používat. Rozpočet na silnici byl 160 tisíc Kčs a po odpočtu 60% subvence se jednalo o 64 tisíc. Katastrální výnos václavické obce byl v té době více než 13 tisíc Kčs, takže by stavba silnice zatížila uvedený katastrální výnos méně než 500 % a přitom by odpadl náklad na neustálé udržování stávající veřejné cesty do Tismi. Obec Václavice vyřešila tyto problémy tím, že v roce 1924 požádaly Václavice o rozdělení obce na samostatné obce Václavice a Vatěkov a Přibyšice a Kožlí. Přes nevůli přibyšických a navzdor všem protestům na ministerstvu vnitra byla rozluka provedena. Musel být pro Přibyšice a Kožlí vyměřen katastr, to však nehradila obec Václavice, ale ministerstvo vnitra, které bylo v té době v rukách Agrární strany. Celý tento spor měl politický podtext. Při volbách do parlamentu neměla Agrární strana ve Václavicích většinu, byla však stranou vládnoucí. Při zmíněných volbách v Přibyšicích byla nejsilnější strana Lidová. Dle odevzdaných hlasů pro stranu Lidovou v Přibyšicích a ve Václavicích za pomoci stran socialistických bylo nebezpečí, že v příštích obecních volbách agrární starosta Škvor neprojde a bude starosta lidově-socialistický. Aby tomuto politickému ohrožení agrárníků bylo zabráněno, byla obětována vesnice Přibyšice.

### Období druhé světové války
Za druhé světové války za německé okupace se ves stala součástí vojenského cvičiště Zbraní SS Benešov. Bylo stanoveno několik etap, podle kterých se postupně obyvatelé museli ze svých domovů vystěhovat. Na Přibyšice připadlo vystěhování ve III. etapě ke konci roku 1943, její obyvatelé se museli 31. prosince 1943 vystěhovat.
Vystěhovalecký dekret dostali pouze obyvatelé z čp. 6, 7 a 17. Ostatní zůstali a pracovali na tzv. SS-dvoru, který byl vytvořen pro zajišťování potravin pro jednotky SS. Správcem tohoto dvora se stal František Štěpánek, majitel usedlosti čp. 13. Přibyšický občan Josef Růžička, majitel hostince a otec 6 dětí, byl na udání zatčen Gestapem a zemřel na tyfus[nepřesný odkaz] v koncentračním táboře Dachau. Ne všichni obyvatelé se v prostorách dvorů chovali lidsky. Svědčí o tom i zápis v Kronice obce Chrášťan (str. 74) „Jací lidé zůstali lze soudit z tohoto. Při stěhování druhých občanů dělali si jen posměšky a pomáhali Němcům kde mohli.“
Po válce se všichni vystěhovaní vrátili do svých domovů. V srpnu 1946 podalo šest obyvatel Přibyšic na MNV žádost, aby nebyla Františku Štěpánkovi udělena národní spolehlivost, protože na něj bylo z rozkazu ONV v Benešově podáno trestní oznámení, které nebylo ještě ukončeno. V žádosti bylo konstatováno, že „Jmenovaný byl po dobu války správcem SS dvora a choval se vůči českým lidem příliš brutálně.“ Po skončení stíhání byla nakonec jmenovanému národní spolehlivost udělena.

### Pokus o založení JZD – násilná kolektivizace zemědělství
Přípravou na zahájení této akce bylo vypracování charakteristiky a popisu vesnických boháčů. Tento dokument stanovil, že ve vesnici jsou čtyři vesničtí boháči, a to Fulín čp. 17, Havlíček čp. 6, Sejka čp. 2 a Fialka čp. 18. Jednalo se o hospodářství s výměrou kolem 20 ha. Nebyl mezi nimi Štěpánek čp. 13, který byl ve vězení v Jáchymově.  Tento dokument vypracovali Bohumil Simůnek jako předseda MNV, František Havlíček za KSČ a Jiří Tůma za MAV NF. Protože dodávky se staly již neúnosnými, rozhodli se všichni malí i velcí hospodáři, že založí JZD. Na podzim večer v roce 1952 se sešlo v hostinci všech 22 hospodářů a všichni byli rozhodnuti podepsat přihlášku do JZD. Z okresu byl přítomen předseda František Drda z Lešan a tajemník Rosa z Benešova. Na úvod prohlásil soudruh Drda na adresu sedláků: „Tak co kulaci, jste sražený na kolena, co si tak myslíte?, kdybyste měli kulomet a postříleli nás.“ Když sedláci žádali přihlášku, řekl soudruh Drda: „Kulakům přihlášku nedávejte, družstvo se staví bez nich a proti nim.“ Drda malé hospodáře přinutil založit přípravný výbor, který však družstvo vůbec nerozjel. Jeden z hlavních iniciátorů založit JZD byl Josef Fulín z čp. 17, který byl za první republiky aktivním členem Lidového hospodářského družstva v Benešově. Ten byl v červnu 1953 odsouzen Lidovým soudem v Benešově za neplnění dodávek ke dvěma letům vězení, propadnutí majetku a zákazu pobytu v rodné obci. Jeho trest se amnestií snížil na jeden rok. V dubnu 1955 převzaly sedláky Státní statky Benešov, ředitel Havránek a později Rys. Základem byla konfiskace majetku Josefa Fulína čp. 17, Štěpánka čp. 13 a Haška čp. 8. Poslední dva byli ve vězení. Ostatní sedláky předal národní výbor podle § 55 Státním statkům jako hospodářství úpadkové. Koncem roku 1955 obdržel Josef Fulín čp. 17 příkaz z prokuratury, podle kterého se má z Přibyšic vystěhovat. Příkaz nedošel poštou, ale byl doručen osobně tehdejším předsedou MNV Bohumilem Simůnkem. V roce 2007 vyšetřoval tento příkaz Úřad dokumentace a vyšetřování zločinů komunismu, protože nemohl být vydán prokuraturou, stěhování sedláků bylo již od září 1953 zastaveno. Vyšetřováním se zjistilo, že příkaz byl padělek vytvořený pravděpodobně Státními statky Benešov za přispění některých občanů z Přibyšic. Příkaz byl koncipován tak, že vystěhování požaduje soudce JUDr. Němec, který Fulína odsoudil v roce 1953. Ten však nemohl být stíhán, protože soudci byli z vyšetřování vyjmuti. Veškerou zodpovědnost za rozsudky neslo prý pouze vedení prokuratury.

### Referendum o oddělení Přibyšic od Neveklova
V době normalizace v roce 1970 došlo k vytvoření konglomerátu obcí od Přibyšic a Tismi na západ až k Vltavě, které byly přičleněny k Obecnímu úřadu v Neveklově. Dalo se očekávat, že MNV v Neveklově převezme agendu MNV Přibyšice, který měl svou kancelář v čp. 17. Nic takového se však nestalo a poslední předseda MNV v Přibyšicích rozhodl, aby se dokumenty daly do sběru. Dvě nejcennější knihy, Protokoly obecního (osadního) úřadu v Přibyšicích z let 1911–1949 a Protokoly valné hromady Reiffeisenovy záložny pro Václavice a okolí od r. 1912–1942, byly předány do Okresního archivu v Benešově.
Po roce 1989 se pokusilo několik obcí osamostatnit, mezi nimi byly i Přibyšice. Obec Neveklov však na toto odloučení nepřistoupila. Proto bylo vypsáno referendum. V referendu se pro odloučení vyjádřilo 53 z celkového počtu 63 oprávněných občanů. Ministerstvo vnitra toto oddělení neschválilo. Petiční výbor podal proti tomuto vyjádření rozklad na ministerstvo vnitra. V rozkladu bylo mimo jiné uvedeno: „…naši občané považují za trvající nespravedlnost být součástí jiné obce na základě násilného, politickými motivy vedeného rozhodnutí bývalého režimu. Nechce se nám věřit, že by se k tomuto postupu dnešní okresní úřad i ministerstvo vnitra v čele s ministrem hlásily.““  Ministerstvo vnitra na tento rozklad rozhodlo, že oddělení Přibyšic od Neveklova odmítá. V rozhodnutí je i sděleno, že ministr tak rozhodl na návrh zvláštní komise ustanovené podle správního řádu (§ 61 odst. 2 zákona  č. 71/1967 Sb.). Dále se uvádí, že jde o nepřípustný rozklad a že v tomto případu je jediným účastníkem řízení obec Neveklov.  V rozkladu je také uvedena možnost připojení Přibyšic k Václavicím, ale tehdejší starosta Václavic k tomu lakonicky prohlásil: „Ono vám bude lepší pod Neveklovem.“

## Pamětihodnosti

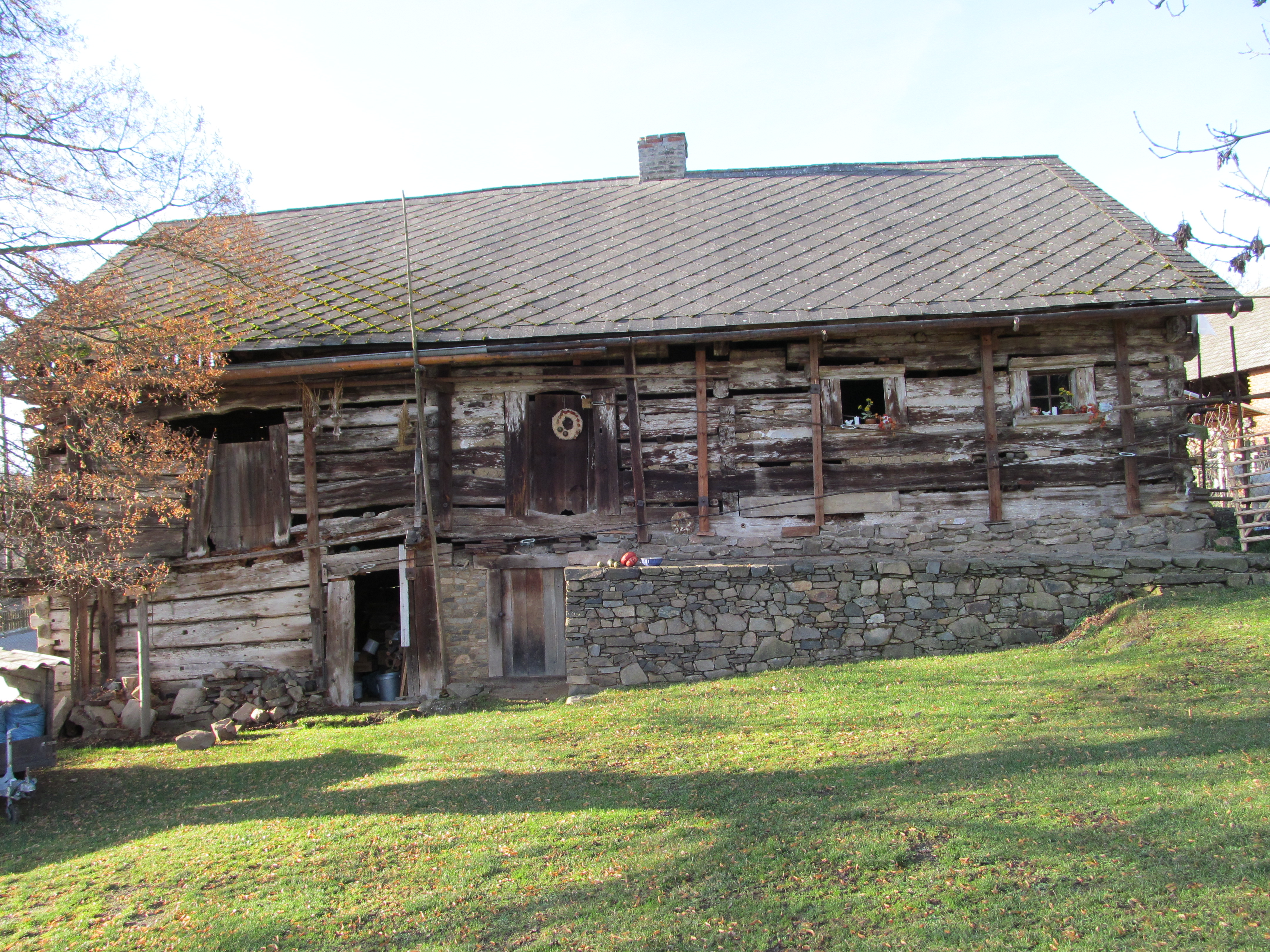
Stárkova chalupa

Březinova, později Stárkova chalupa čp. 4 je nejstarší roubený dům ve Středních Čechách.[zdroj⁠?!] Je jediným objektem v Přibyšicích, který je zapsán jako kulturní památka (a to od 27. listopadu 1974). Je to původní dřevěná stavba, vystavěná podle letopočtu vytesaného na nosném trámu stropu místnosti v roce 1717. V této chalupě byly také tkalcovské stroje. Jako poslední tkadlec se uvádí Jan Hanibal z Přibyšic jako kmotr na křestním listě Jana Havlíčka z Přibyšic, narozeného 28. dubna 1847.
Kaverna je hornická štola v hoře Chlum, východně od Přibyšic. Podle zprávy Sborníku vlastivědných prací Podblanicka 4-1962, str. 78, je první písemná zmínka z roku 1560. Při rozdělování konopišťského panství po Adamu Šternberku se v popise uvádějí hory stříbrné nedaleko zámku slove „Na Chlumě“. Po první světové válce byly z rudy z Kaverny brány vzorky, které získal svým nákladem důlní podnikatel Josef Bambas z Borotic u Dobříše. Ten začátkem roku 1919 poslal do Přibyšic horníka ve výslužbě jménem Vondráček z Příbrami-Březových Hor. Byt a stravu vyjednal pro Vondráčka u Fulínů čp. 17 v Přibyšicích. Zmíněný horník si zjednal za plat pomocníka Josefa Růžičku z čp. 24 ve stáří 18 let. Dynamitem odstřelené vzorky zasílal Vondráček k rozboru do Ratibořických Hor. Začátkem roku 1920 bylo kutání v Kaverně přerušeno a Vondráček se z Přibyšic odstěhoval. Tím dolovací pokusy zanikly. Podle citovaného sborníku v minulosti bránili dolování v Chlumě správci konopišťského panství s poukazem na to, že tavení rudy ničí lesy.
Vodní mlýn v Kožlí če. 2. v údolí Janovického potoka na samotě poblíž zříceniny hradu Kožlí spadá do katastrálního území Přibyšice, ale v jeho rámci do evidenční části Kožlí. Status kulturní památky má od 26. května 2010. Areál sestává ze tří kolmo na sebe navazujících částí obdélného půdorysu do tvaru písmene U a technického zařízení (mlýnská hranice v suterénu budovy mlýnice, palečné kolo v suterénu, dochované části převodů – zejména kovových hřídelí a převodových kol, mlýnské složení s kamennými mlýnskými koly v přízemí mlýnice, válcový mlýn firmy Jan Prokopec, původní elektrická rozvodná deska vedle vstupu do mlýnice, dva vysévače, centrifuga na odstranění plev v přízemí mlýnice, dopravníky, pomocná zařízení v patře mlýnice – pozůstatky převodu pohonu vedoucího od mlýnice do stodoly – a náhon). Mlýn je zmiňován již počátkem 17. století, stavebními úpravami prošel v 18. století a v 1. polovině 19. století. V provozu byl ještě v 1. polovině 20. století.

## Současnost

### Skládka komunálních odpadů a bioplynová stanice

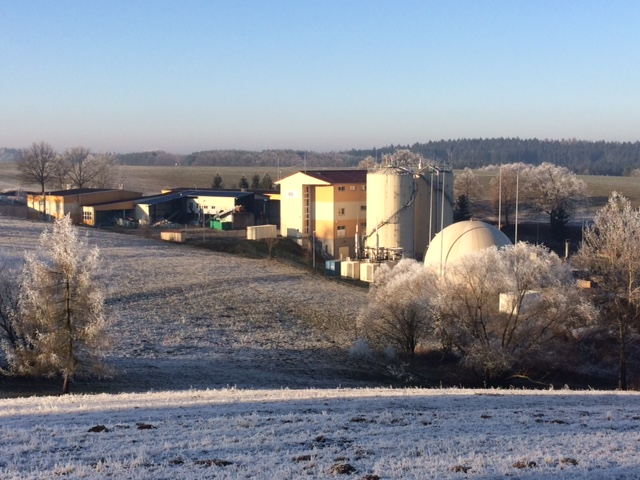
Bioplynová stanice

Již koncem 60. let 20. století vznikla v prostoru mezi václavským a přibyšickým katastrem na severním úpatí Chlumu v přirozené strži divoká skládka komunálního odpadu. Později zde zřídily Technické služby města Benešova řízenou skládku, která splňovala normy na ochranu životního prostředí.
V lokalitě stávající skládky odpadů, v návaznosti na třídící linku směsného komunálního odpadu, je v provozu bioplynová stanice, která ze získaného plynu spalováním v plynových motorech, které pohánějí generátory, vyrábí elektrickou energii a dodává ji do sítě.

### Odpočívadlo Na vyhlídce

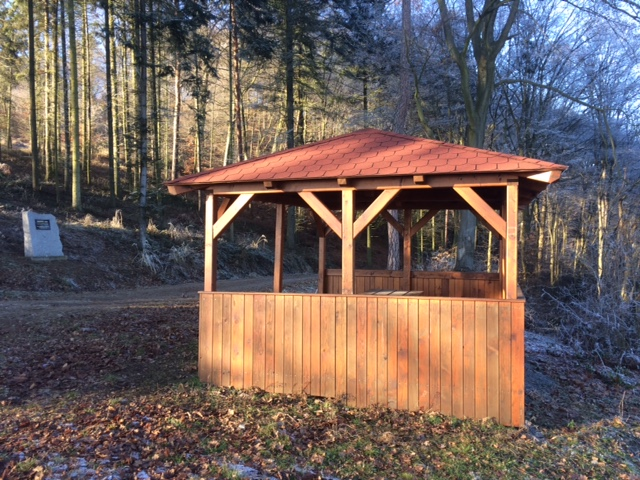
Vyhlídka na Chlumu

Na červeně značené turistické trase, která přechází od zříceniny hradu Kožlí přes Chlum, vybudovaly Lesy České republiky v rámci rekonstrukce přístupových lesních cest srubový odpočinkový objekt, ze kterého je krásný pohled na zámek Konopiště. Je zde i památník lesmistra Františka Rady. Turistická trasa pokračuje od vyhlídky dál na okraj západní části Chlumu. A právě tato část cesty byla nazývaná Parádní. Byla totiž před 1. světovou válkou upravena pro procházky majitele konopišťského panství Ferdinanda d'Este a jeho dětí.

## Církevní a společenské činnosti v minulosti

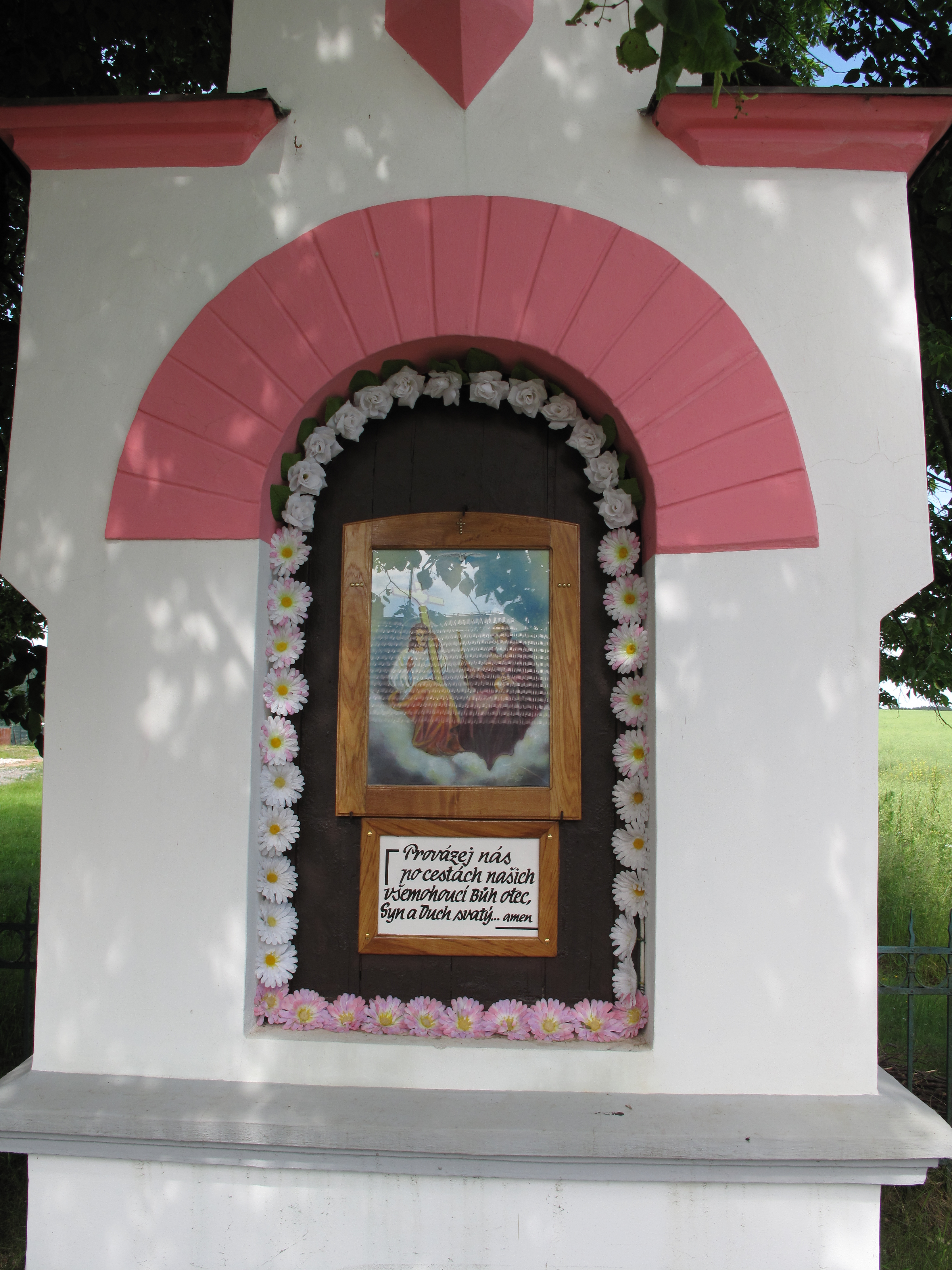
Kaplička Nejsvětější Trojice

### Svatojánské pobožnosti v Přibyšicích
Proti místu, kde je dnes váha skládky komunálních odpadů, stávala vedle silnice hrušeň, na které byla připevněna vyřezávaná soška sv. Jana Nepomuckého. Její původ byl neznámý. K této sošce se každoročně v oktávu svátku sv. Jana Nepomuckého, tj. od 16. do 23. května, konalo v Přibyšicích k večeru procesí za zpěvu a modlitby. Původ této pobožnosti je neznámý. Snad to byla náhrada za svatojánské poutě v Praze. Když byla postavena kaplička Nesvějější Trojice, byly svatojánské pobožnosti ve vsi rozděleny také na májové pobožnosti u kapličky. Přibyšický občan Josef Hašek čp. 8 byl za 1. světové války na frontě. V jedné vesnici našel pohozenou sošku sv. Jana, kterou přivezl, a nechal svým nákladem ze žuly zhotovit pamětní kámen s výklenkem, do kterého sošku umístil. Kámen mu obráběli kameníci z Úročnice, odkud kámen pochází. Od té doby zanikly pobožnosti u silnice i s hrušní a soškou a konaly se zde. Soška sv. Jana byla později z výklenku ukradena.

### Poutě v Přibyšicích
Poutě v Přibyšicích se konaly na den Nejsvětější Trojice v neděli 56. den po Hodu Božím velikonočním. Konaly se u kapličky Nejsvětější Trojice na křižovatce tří cest, směrem severním od středu obce. Je postavena jako boží muka ve slohu barokním. Kapličku nechal postavit majitel konopišťského panství František Ferdinand d'Este v roce 1893, když stavěl fořtovnu (nynější čp. 25). Průvod vyšel z kostela ve Václavicích, vpředu křížek a korouhve, muzikanti, zpěváci, družičky, kněz v rochetě, ministranti v komžích, za zpěvu a hudby stanuli u kapličky v Přibyšicích, kde měl kněz promluvu a pobožností církevní průvod ukončil. Po 1. světové válce byla ještě u pomníku padlých, jejichž fotografie byly na kamenném podstavci zvoničky. Na tuto pouť se staří i mladí těšívali a kolem kapličky se shromáždili nejen místní, ale i přespolní z Tismě, Neštětic, Zaječí, Chvojínka, Chrášťan, Černíkovic, Václavic a Lipek. Na odpolední taneční zábavě byla omladina zastoupena ze širokého okolí, bez vyvěšování plakátů a oznámení. Poutě v této malé vesnici byly tak slavné jako pouť sv. Jana ve Václavicích a pouť Navštívení Pany Marie v Chrášťanech. Poutě byly přerušeny německou okupací a obnoveny roku 1945. Později zanikly i s pobožností svatojánskou.

### Posvícení v Přibyšicích
Posvícení bylo vždy první neděli po sv. Matouši, jehož svátek je 21. září. Kostel na Chvojně byl vysvěcen na svátek sv. Matouše a když tam byla zřízena fara, byly vesnice Přibyšice a Tisem ke Chvojnu přifařeny. Proto tyto dvě vesnice mají stejné datum posvícení. V Přibyšicích bývalo posvícení hlučné a trvalo v neděli i celé pondělí, za účasti přespolních hostů, kteří se v pondělí navečer navraceli. I hasičské bály a věnečky mládenců a dívek byly družné bez škrobenosti a třídního rozdělování. Na to i ve svém stáří vzpomínali přespolní hosté a ti, kteří taneční zábavy nikdy nevynechali. Však tanečních zábav v Přibyšicích do roka nebylo mnoho. Pouť, posvícení, dožínky, hasičský bál a věneček omladiny.

## Galerie

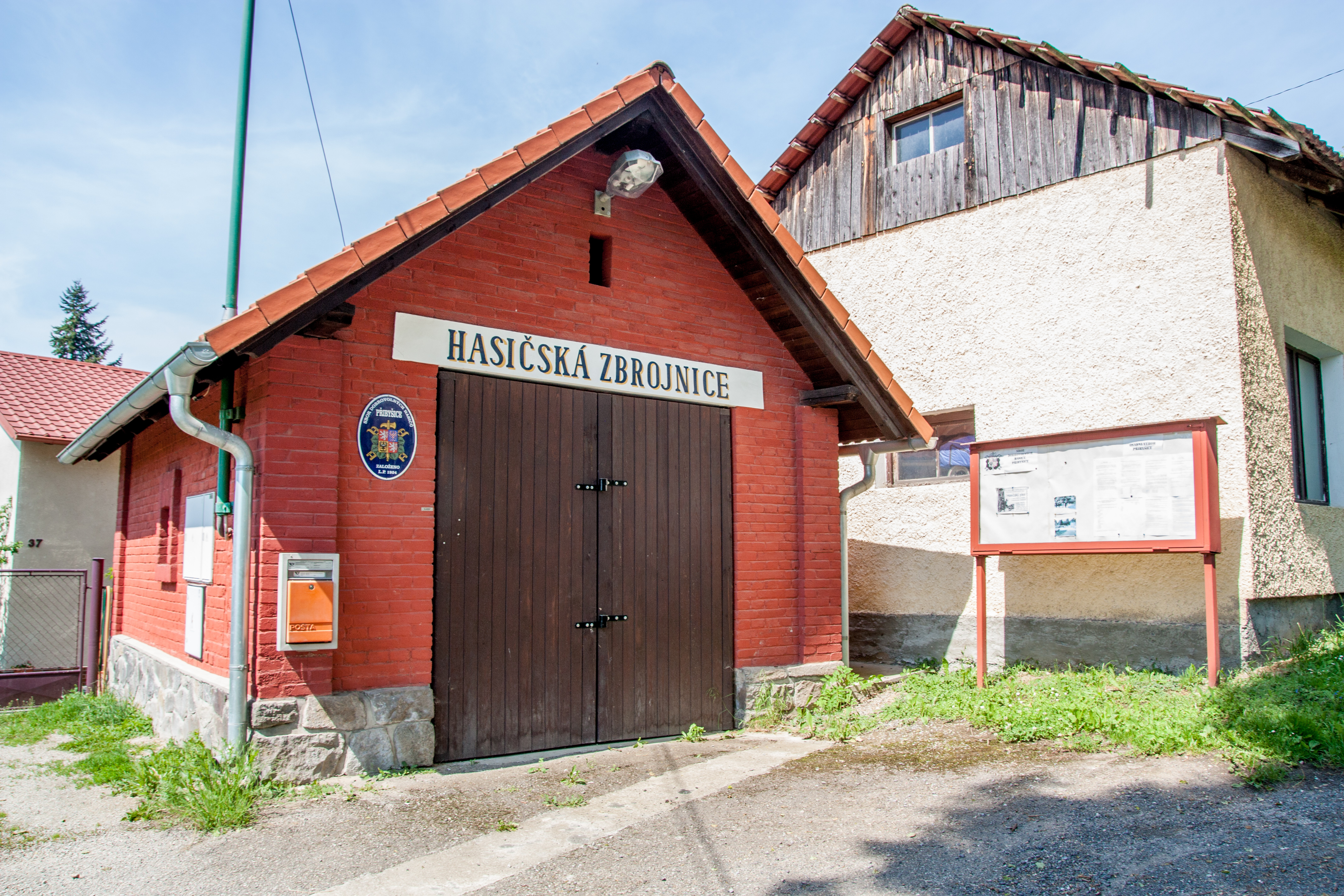
Hasičská zbrojnice (2019)
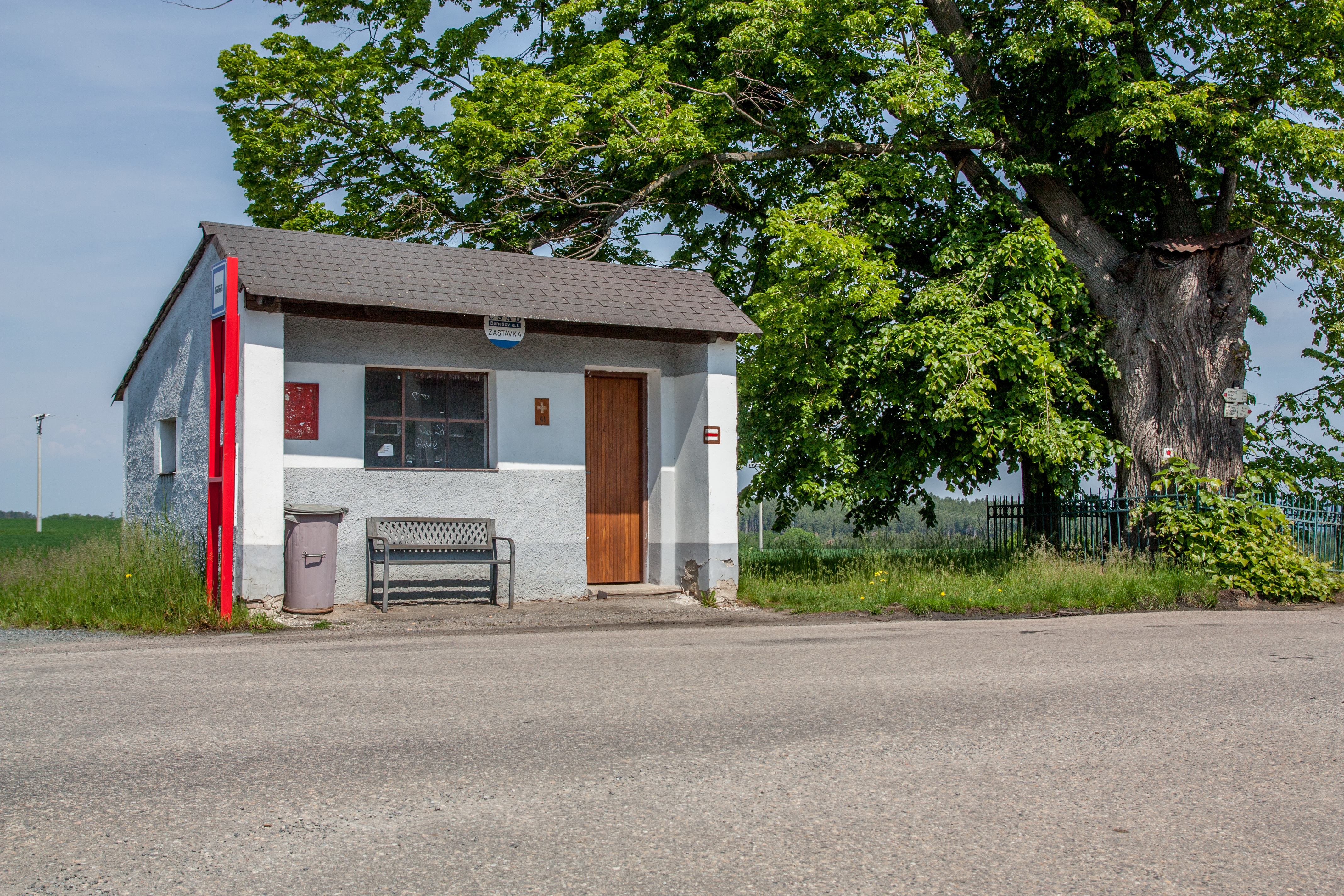
Autobusová zastávka (2019)
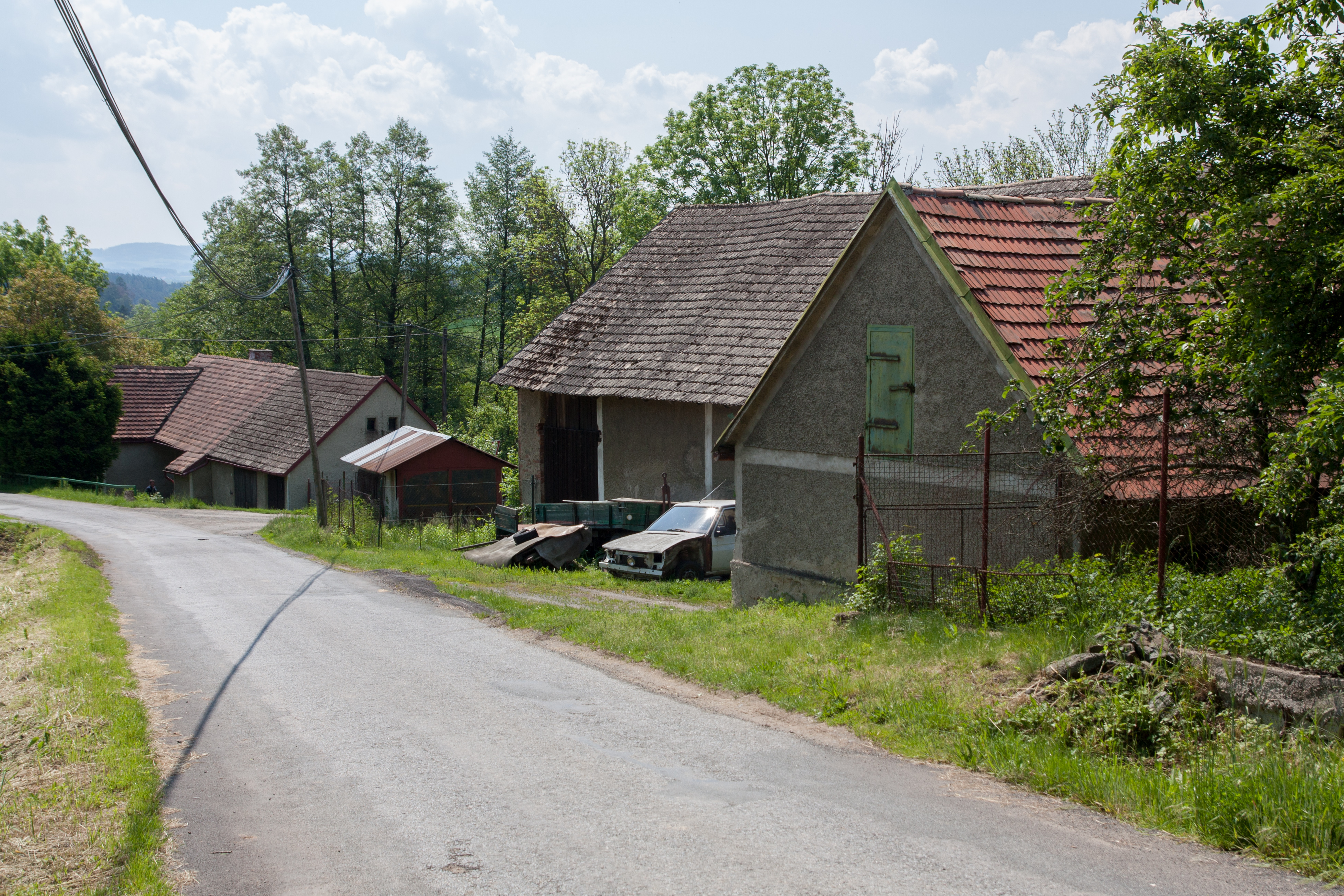
Cesta (2019)
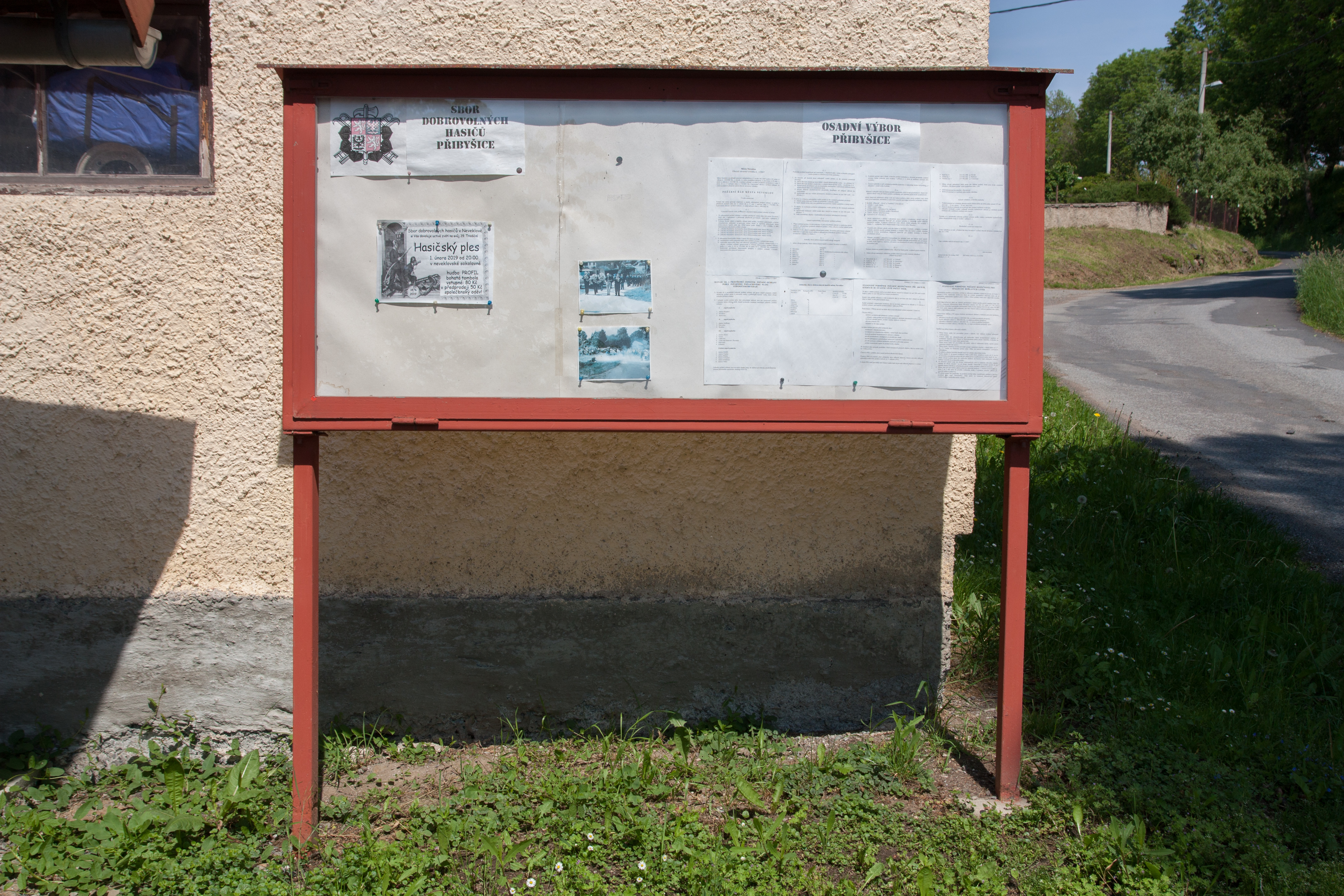
Vývěska (2019)